# Lumeje
Lumeje är en ort i Angola.   Den ligger i kommunen Município Lumege och provinsen Moxico, i den centrala delen av landet, 900 kilometer öster om huvudstaden Luanda. Lumeje ligger 1 144 meter över havet och antalet invånare är 4 972.
Terrängen runt Lumeje är mycket platt. Runt Lumeje är det mycket glesbefolkat, med 2 invånare per kvadratkilometer.. Det finns inga andra samhällen i närheten.
I omgivningarna runt Lumeje växer huvudsakligen savannskog.